# Cass megye (Illinois)
Cass megye az Amerikai Egyesült Államokban, azon belül Illinois államban található. Megyeszékhelye Virginia, legnagyobb városa Beardstown. Lakosainak száma 13 042 fő (2020. április 1.). Cass megye Mason, Morgan, Menard, Sangamon, Schuyler és Brown megyékkel határos.

## Népesség
A megye népességének változása:
| Lakosok száma | 13 642 | 13 639 | 13 421 | 13 324 | 12 847 | 13 042 |
|               | 2010   | 2011   | 2012   | 2013   | 2015   | 2020   |